# Coryphantha recurvata
Coryphantha recurvata, conocida comúnmente como biznaga partida de espinas curvas, es una especie de planta suculenta perteneciente al género Coryphantha, dentro de la familia Cactaceae. Se distribuye desde el sur de Arizona hasta el noroeste de México (concretamente en el estado mexicano de Sonora).

## Descripción
Coryphantha recurvata es una especie de cactus que aunque puede crecer de forma solitaria, a menudo se ramifica desde la base y forma grupos de hasta 50 tallos, alcanzando diámetros de hasta 1 m. Los brotes van de esféricos a cortamente cilíndricos y tienen la epidermis de color azul verdoso. Alcanzan alturas de 10 a 20 cm y diámetros de 7 a 15 cm, con las raíces pivotantes o fibrosas.

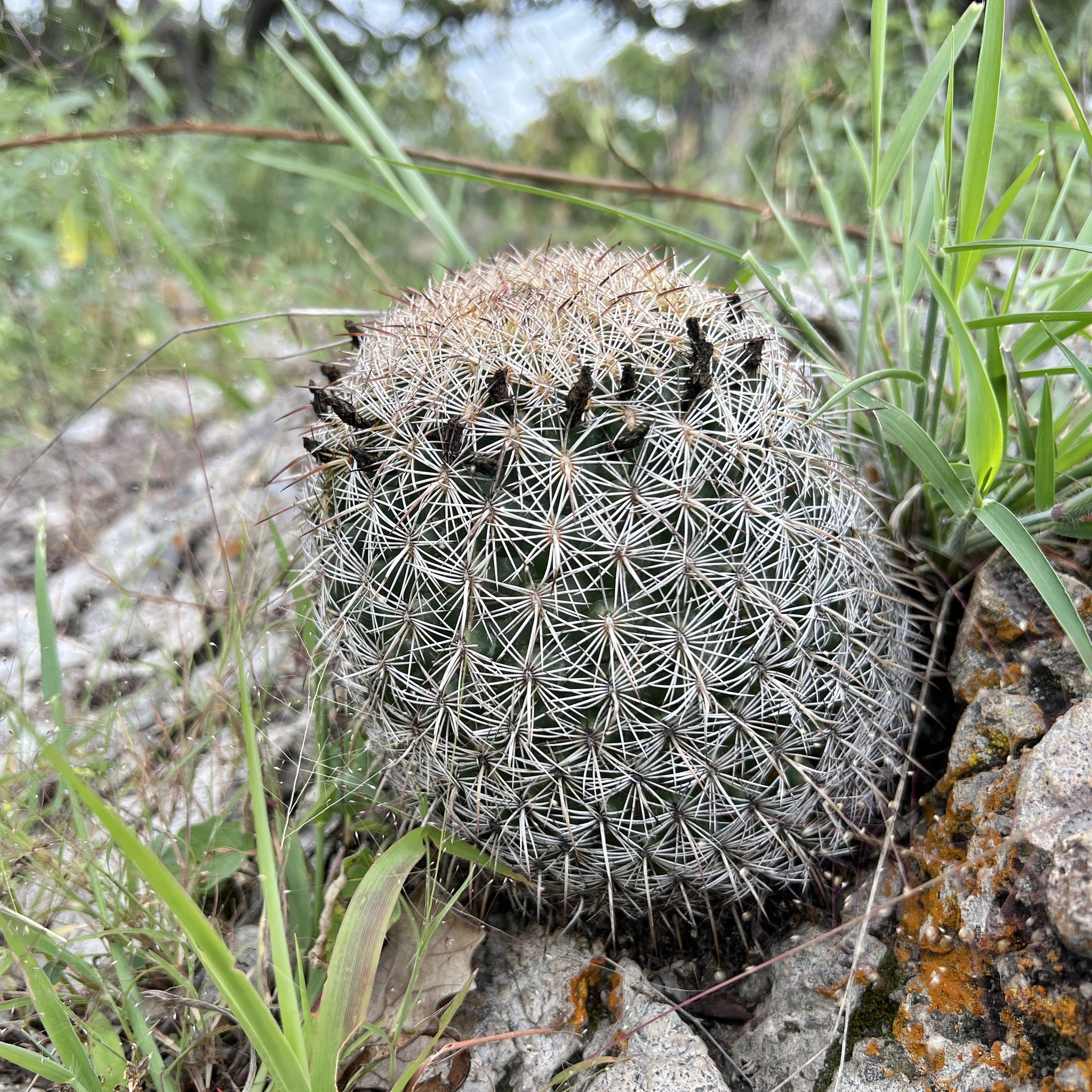
Detalle de las espinas

Los tallos a menudo quedan ocultos por las densas espinas y están cubiertos de tubérculos cuya forma va de cilíndrica a cónica. Miden hasta 1 cm de largo y tienen la base en forma de romboide, de hasta 1,3 cm. Están surcados y las axilas son denudas (calvas).
En la punta de los tubérculos se asientan areolas elípticas de 4 mm de largo y 2 mm de ancho. Tienen 1 o raramente 2 espinas centrales (que también pueden faltar), que aunque inicialmente son de color amarillo, con el tiempo se vuelven grises con la punta rojiza. Son curvadas hacia abajo, sobresalientes, ligeramente aplanadas y miden de 1,2 a 1,7 cm de largo. También tienen de 17 a 20 espinas periféricas aplanadas, en forma de peine y de arco bajo. Se entrelazan, son de color amarillo a gris con la punta más oscura y miden hasta 1,2 cm de largo.
Las flores son amarillas, tienen una franja central más oscura y alcanzan longitudes de 2,5 a 3,5 cm. Los filamentos y las anteras son de color amarillo. Los frutos son de color verde y de forma globosa. Miden hasta 0,9 cm de diámetro y tienen remanentes florales adheridos. Contienen en su interior semillas reniformes, redondeadas y de color pardo. Miden aproximadamente 1,2 mm de largo, 0,8 mm de ancho y tienen la testa reticulada.

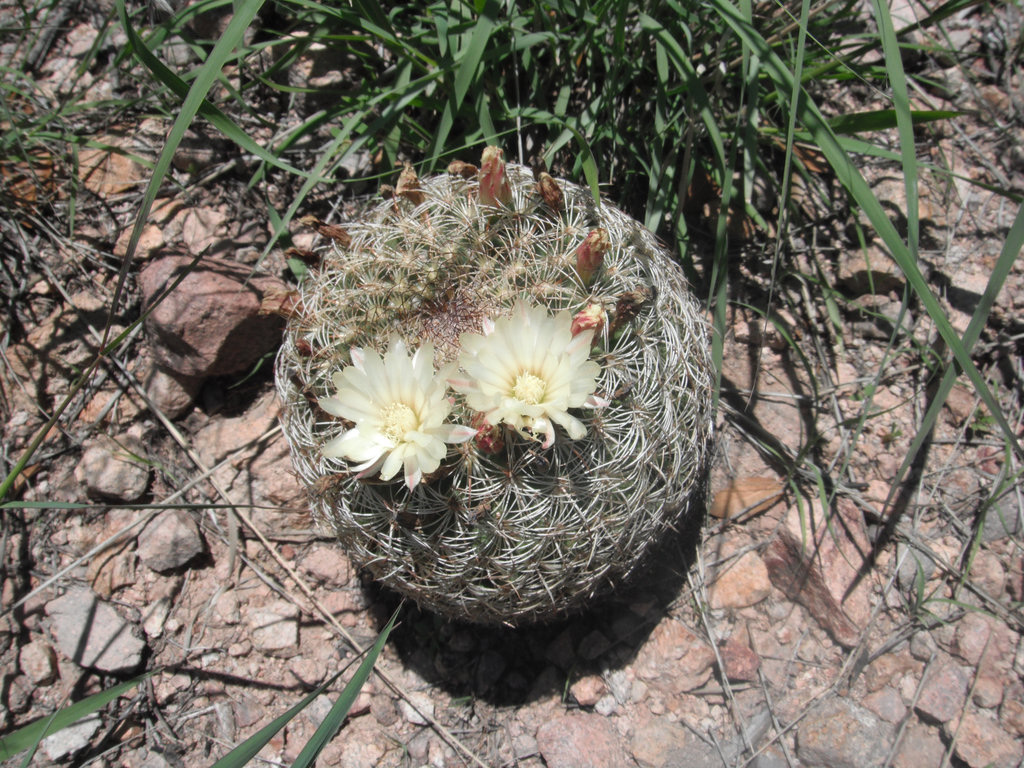
Planta en flor

## Distribución y hábitat
El área de distribución nativa de esta especie abarca desde el sur de Arizona hasta el noroeste de México (concretamente en el estado mexicano de Sonora) y crece principalmente en biomas desérticos o de matorral seco.

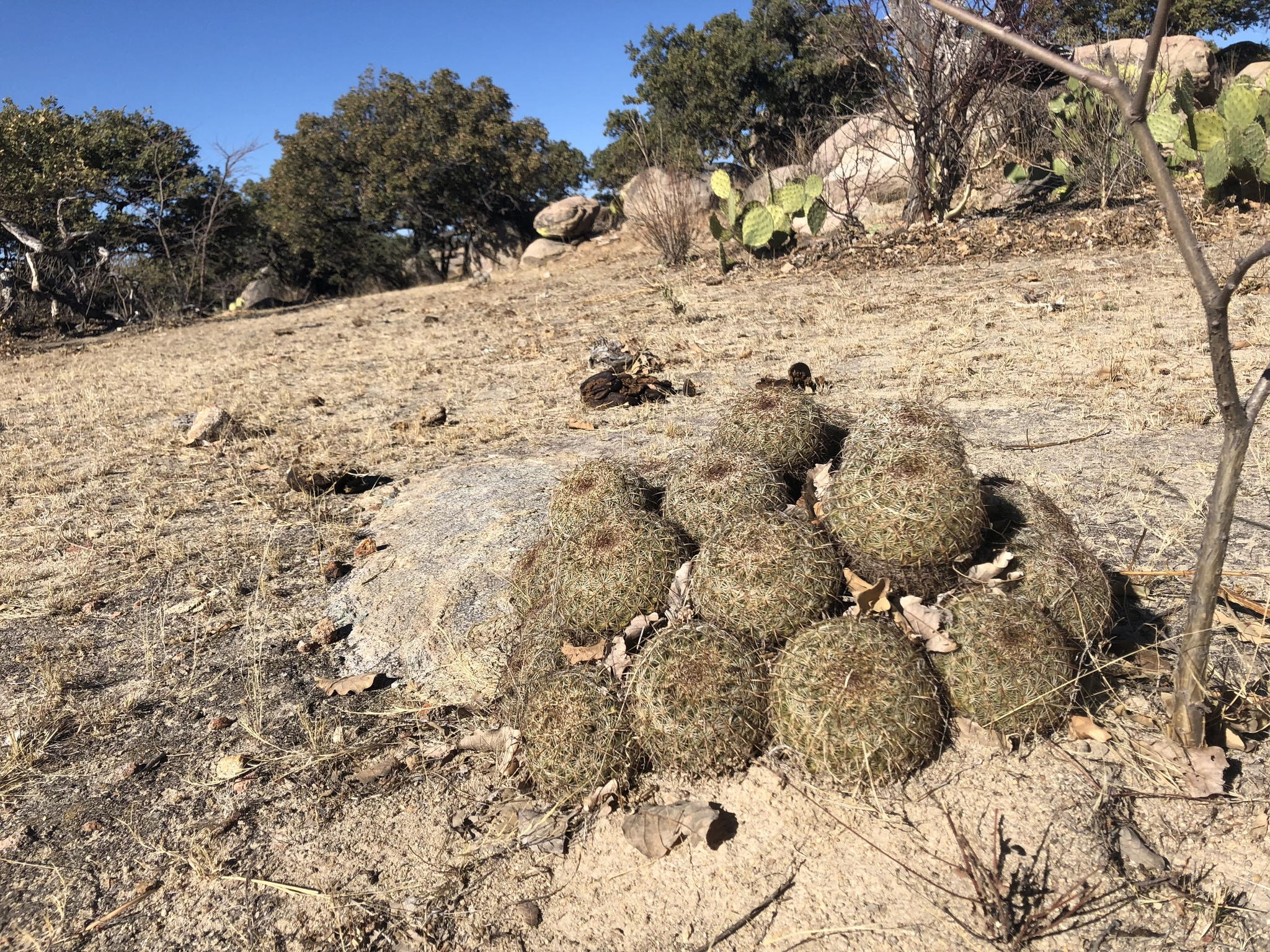
Planta en su hábitat

Habita en pastizales desérticos y en bosques de robles, a elevaciones de 850 a 1800 metros sobre el nivel del mar.

## Taxonomía
La primera descripción de esta especie fue como Mammillaria recurvispina, publicada en 1856 por el botánico alemán George Engelmann. Sin embargo, el nombre es inválido según el Artículo 53.1 del Código Internacional de Nomenclatura para algas, hongos y plantas, ya que el botánico neerlandés Willem Hendrik de Vriese ya había nombrado una especie con este nombre en 1839. Cuando Engelmann se enteró de esto, cambió el nombre de la especie a Mammillaria recurvata, publicándola 1863 en la revista científica Transactions of the Academy of Science of St. Louis 2: 202.
Más tarde, los botánicos estadounidenses Nathaniel Lord Britton y Joseph Nelson Rose trasladaron la especie al género Coryphantha, pasando a llamarse Coryphantha recurvata. Registraron estos cambios en el libro The Cactaceae; descriptions and illustrations of plants of the cactus family 4: 27, publicado en 1923.
Etimología
- Coryphantha: nombre genérico que deriva del griego coryphe (que significa 'cima' o 'cabeza'), y anthos (que significa 'flor'), haciendo referencia a que las flores aparecen en el ápice de los tallos.
- recurvata: epíteto específico que proviene del latín y que significa 'encorvado hacia atrás', haciendo referencia a la disposición recurvada de sus espinas.[7]

## Estado de conservación
En la Lista Roja de Especies Amenazadas de la UICN, la especie está clasificada como de “Preocupación Menor (LC)”.
No se conocen amenazas importantes para la conservación de esta especie, aunque algunas poblaciones se están reduciendo debido al pastoreo.

## Usos
Se cultiva principalmente como planta ornamental y su propagación se realiza a través de semillas.